# Hilara flavohalterata
Hilara flavohalterata är en tvåvingeart som beskrevs av Gabriel Strobl 1898. Hilara flavohalterata ingår i släktet Hilara och familjen dansflugor. Inga underarter finns listade i Catalogue of Life.